# Mordellistena epicallens
Mordellistena epicallens es una especie de coleóptero de la familia Mordellidae.

## Distribución geográfica
Habita en Papúa.